# Agency for Toxic Substances and Disease Registry
A Agency for Toxic Substances and Disease Registry (ATSDR, Agência para o Registro de Substâncias Tóxicas e Doenças)  é uma agência federal dos Estados Unidos localizada em Atlanta, Georgia, como uma divisão dos Centers for Disease Control and Prevention (CDC, Centros para o Controle e Prevenção de Doenças)  e sob o controle do Departamento de Saúde e Serviços Humanos dos Estados Unidos (United States Department of Health and Human Services), do Departamento de Saúde e Serviços Humanos (Department of Health and Human Services, HHS) . Ele foi criado pelo Comprehensive Environmental Response, Compensation, and Liability Act (CERCLA, Ato de Reação Ambiental, Compensação e Responsabilidade Civil)  de 1980, comumente conhecido como o Ato Superfundo (Superfund Act) .